# ویتولد لشویچ
ویتولد لشویچ (لهستانی: Witold Lesiewicz؛ ۹ سپتامبر ۱۹۲۲ – ۲۳ مارس ۲۰۱۲) یک کارگردان فیلم، فیلم‌نامه‌نویس اهل لهستان بود.
از فیلم‌ها یا مجموعه‌های تلویزیونی که وی در آن‌ها نقش داشته‌است می‌توان به سرنشین اشاره نمود.